# Polystachya cooperi
Espèce
Statut de conservation UICN

 EN B2ab(iii) : En danger
Polystachya cooperi Summerh. est une espèce de plantes à fleurs de la famille des Orchidaceae (les orchidées) et du genre Polystachya, présente au Nigeria et au Cameroun. Sur la liste rouge de l'UICN, elle apparaît comme une plante menacée (EN).

## Étymologie
Son épithète spécifique cooperi rend hommage au naturaliste américain James Graham Cooper.

## Distribution
Elle a été collectée au sud-ouest du Cameroun, au mont Manengouba et au mont Koupé, ainsi qu'au Nigeria, sur les plateaux de Mambila et Obudu (en).

## Habitat
C'est une plante épiphyte présente dans la forêt submontagnarde et montagnarde, ou dans les zones boisées, entre 1 400 et 1 700 m.